# راج شيرمان
راج شيرمان هو سياسي كندي، ولد في 1 سبتمبر 1966 في راجستان في الهند. حزبياً، نشط في الحزب الليبيرالي الألبرتي والرابطة التقدمية المحافظة في ألبرتا ‏. وقد انتخب عضو الجمعية التشريعية ألبرتا.